# Leptothorax steinbergi
Leptothorax steinbergi är en myrart som beskrevs av Arnol'di 1971. Leptothorax steinbergi ingår i släktet smalmyror, och familjen myror. Inga underarter finns listade i Catalogue of Life.